# Ala-Kivijärvi
Ala-Kivijärvi är en sjö i kommunen Luumäki i landskapet Södra Karelen i Finland. Ala-Kivijärvi ligger 75,1 meter över havet. Den är 18,96 meter djup. Arean är 9,2 kvadratkilometer.